# MÁV-Baureihe V46
Die MÁV-Baureihe V46 (ab 2011 460) ist eine elektrische Verschublokomotive der ungarischen Staatsbahn Magyar Államvasutak (MÁV). Sie trägt die Spitznamen Szöcske („Grashüpfer“) und Csöpi, manchmal auch HiFi-torony („HiFi-Turm“).

## Geschichte
Anfang der 80er-Jahre standen der MÁV für fast alle Aufgaben geeignete Lokomotiven zur Verfügung. An den elektrifizierten Bahnhöfen wurde es wirtschaftlich rationeller, eine E-Lok für die Verschubfahrten einzusetzen. Die MÁV nahm die erste Thyristor-Lok V46 im Jahre 1983 in Betrieb. Bis 1991 wurden 60 Stück von Ganz-Mávag hergestellt, die heute noch alle im Dienst sind.
Die Lok verfügt über ein mittiges Führerhaus mit zwei Führerständen, die so ausgeführt sind, dass der Lokführer in beiden Richtungen an der richtigen rechten Seite sitzen kann.

## Einsatz
Die Baureihe V46 wird an verschiedenen Standorten im Verschubdienst eingesetzt. Außerdem werden die Fahrzeuge oft im Güterverkehr zwischen nahegelegenen Bahnhöfen genutzt. Der Einsatz vor Reisezügen – außer einem Dienstzug für MÁV-Beamte zwischen den Budapester Bahnhöfen Ferencváros und Kőbánya felső – gilt als eine seltene Ausnahme, da die Lokomotiven nicht über eine Heizstromanlage verfügen.